# Gunnar Carlsson

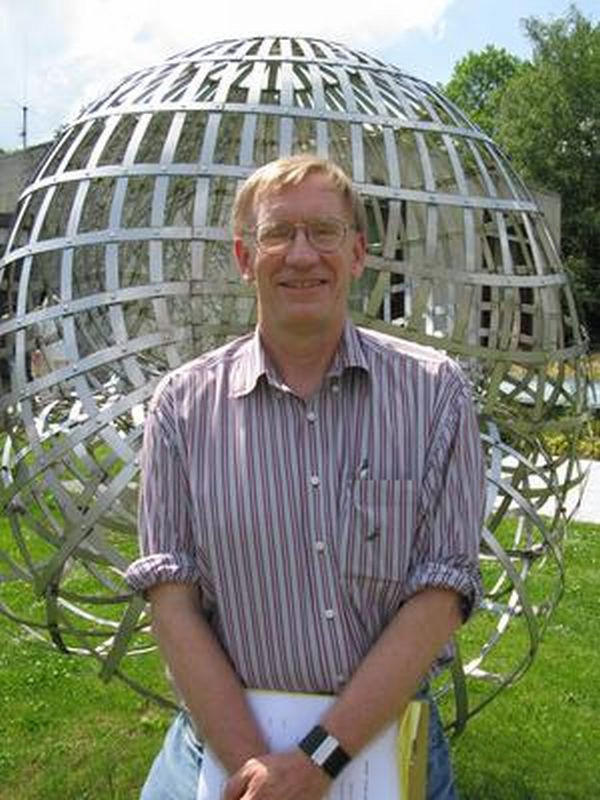
Gunnar Carlsson, Oberwolfach 2008

Gunnar E. Carlsson (* 22. August 1952 in Stockholm) ist ein schwedischer Mathematiker, der sich mit algebraischer Topologie beschäftigt.

## Leben und Wirken
Carlsson studierte an der Harvard University (Bachelor-Abschluss 1973) und promovierte 1976 an der Stanford University bei R. James Milgram (Operations in Connective K-Theory and Associated Cohomology Theories). Ab 1976 war er Leonard Dickson Instructor an der University of Chicago und ab 1978 zunächst Assistant Professor, ab 1981 Associate Professor und ab 1983 Professor an der University of California, San Diego. 1986 bis 1991 war er Professor an der Princeton University und ab 1991 an der Stanford University. Er war 1989 und 2006 Gastwissenschaftler am MSRI in Berkeley.
Carlsson bewies in den 1980er Jahren die verallgemeinerte Sullivan-Vermutung, unabhängig von Jean Lannes und Haynes Miller. 1984 bewies er eine Vermutung von Graeme Segal (Vermutung von Segal oder Burnside-Ring-Vermutung von Segal), die den Burnside-Ring einer endlichen Gruppe mit der stabilen Kohomotopie ihres Klassifizierenden Raums verbindet. Er beschäftigte sich auch mit algebraischer K-Theorie und topologischen Untersuchungen hochdimensionaler Daten-Mannigfaltigkeiten beispielsweise in der Gestalterkennung sowie mit Mathematikdidaktik.
1983 bis 1987 war er Sloan Research Fellow. 1988 bis 1998 war er Mitherausgeber der Mathematischen Zeitschrift. Er ist Fellow der American Mathematical Society.
1986 war er Invited Speaker auf dem Internationalen Mathematikerkongress in Berkeley (Segal´s Burnside ring conjecture and related problems in topology).

## Schriften
- mit Ralph L. Cohen: The What, Where and Why of Mathematics. A handbook for Teachers. 1991.
- mit Ralph L. Cohen: Topics in Algebra. 1999.
- mit Carne Barnett-Clarke, Debra Coggins, Bill Honig, Drew Kraven: A mathematics source book for elementary and middle school teachers. Key concepts, teaching concepts and learning pitfalls. Bay Area Mathematics Task Force Report.
- Equivariant stable homotopy and Sullivan´s conjecture, Inventiones Mathematicae, Band 103, 1991, S. 497–525
- Equivariant stable homotopy and Segal's Burnside ring conjecture, Annals of Mathematics, Band 120, 1984, S. 189–224.